# テレサ・デ・ポルトゥガル (フランドル伯妃)

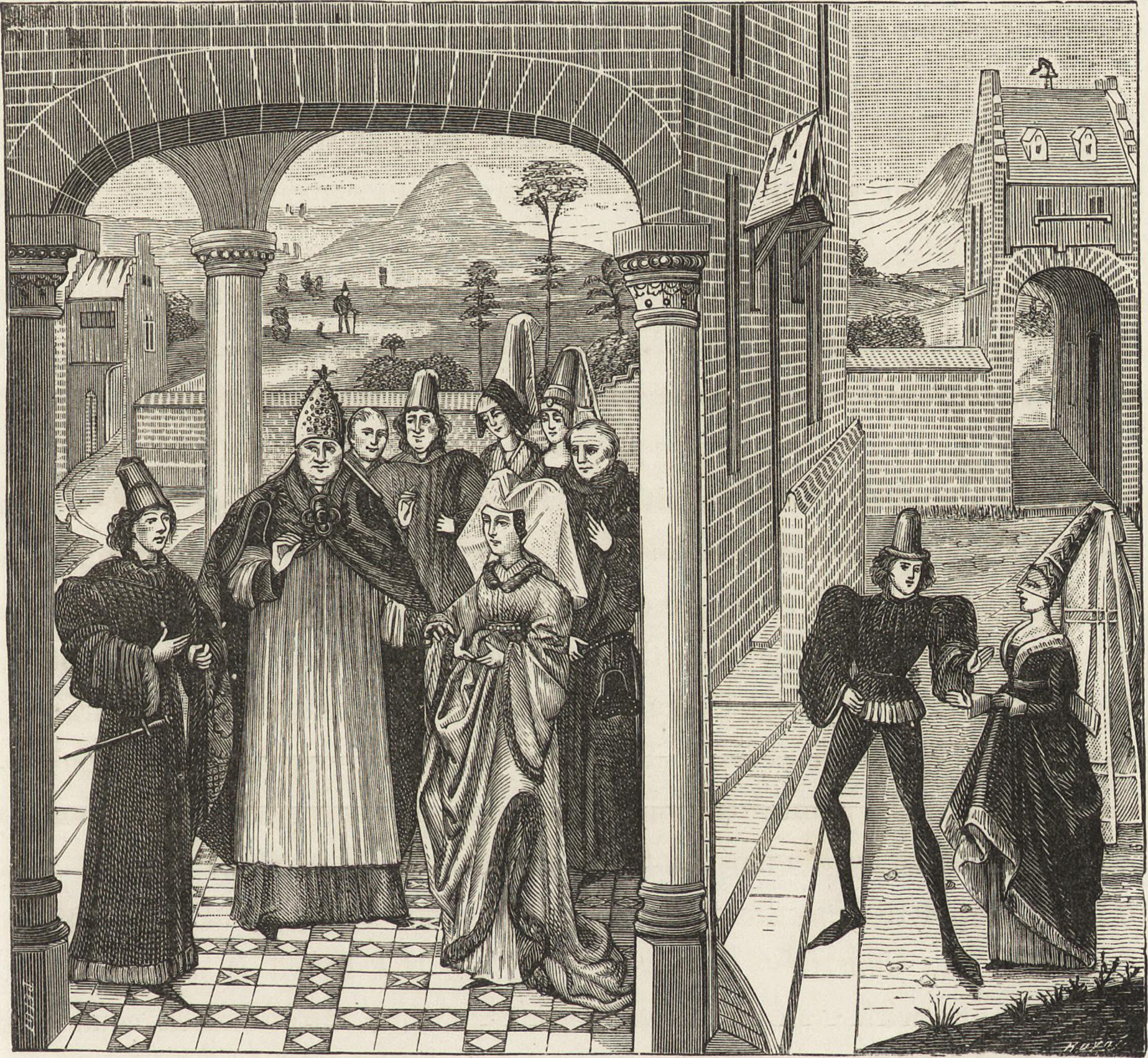
テレサとフランドル伯フィリップの結婚

テレサ・デ・ポルトゥガル（ポルトガル語：Teresa de Portugal, 1151/7年 - 1218年5月6日）は、フランドル伯フィリップの妃、のちブルゴーニュ公ウード3世の妃。テレサは姉マファルダの死後に名前をマファルダと変え、フランドル伯妃となってからはマティルド・ド・ポルテュガル（フランス語：Mathilde de Portugal）と名乗った。

## 生涯
テレサは、初代ポルトガル王アフォンソ1世とマファルダ・デ・サボイアの娘である。父アフォンソ1世が病となった時（1169年 - 1184年）、テレサと弟サンシュ1世が摂政として国政を引き継いだ。摂政であった間、テレサは建国後間もないポルトガル王国の国政に専念し、父アフォンソ1世はこれに感謝した。弟サンシュは軍事を担当した。テレサが隣国アラゴンおよびカスティーリャの王子と結婚した場合、ポルトガルが将来それらの国に併合される恐れがあったため、テレサは未婚のままであった。しかし1174年に弟サンシュ1世が結婚し数人の子供が生まれ、王朝の存続が保証された。
フランドル人の十字軍が1147年にリスボンを征服して以来（リスボン攻防戦）、ポルトガル王室はフランドル伯領に関心を持つようになった。1183年8月、テレサはフランドル伯フィリップと結婚した。ランス大司教ギヨーム・ド・ブロワが結婚式を司式した。テレサとの結婚はフィリップにとっては2度目の結婚であった。フィリップはゼーラント、ヴァロワおよびヴェルマンドワ伯でもあった。アルトワ伯領に関しては、1180年にフランスに譲渡した。
テレサはフランドルに重要な持参金をもたらした。多くの金、織物、宝石を目撃し驚いたという記録が残っている。フィリップはこの持参金を使ってフランスと戦争をすることができた（1186年まで）。また、フィリップはフランドル伯領のかなりの部分をテレサに個人資産として与えた。テレサは自身の南フランドルの領地の統治と写本を読むことに専念した。ポルトガルの商人がテレサと共にフランドルに来て、貿易関係が結ばれた。フィリップの政策のおかげもあり、フランドルの町は発展を遂げていた。フィリップとテレサとの結婚で子供は生まれなかった。
1191年、フィリップは十字軍において死去し、フランドル伯家は断絶の危機に直面した。フィリップの妹マルグリットとその夫エノー伯ボードゥアン5世がフランドル伯領の統治者となったが、テレサは夫の死後1年はフランドル伯領の摂政をつとめた。
1194年か1195年に、テレサは父方の親族にあたるブルゴーニュ公ウード3世と再婚した。ウード3世にとってはこれが初婚であった。しかし、公には近親婚を理由として、この結婚はすぐに解消されたが、実際の理由は子供ができないことにあった。テレサは南フランドルの自身の領地に戻った。
その後テレサは教皇インノケンティウス3世に奉仕し、これはテレサの政策上有益であった。テレサは異母兄アフォンソのマルタ騎士団総長の就任にあたって、ローマとの仲介をつとめた。また、テレサは第4回十字軍に参加する貴族の選出に際し、教皇を支援した。1212年、テレサは弟サンシュ1世の死にあたって、コインブラの宮廷を訪れた。1218年、テレサは乗っていた馬車がフールネ近くで沼に落ち、溺死した。